# Julia Jones
Julia Jones (ur. 23 stycznia 1981 w Bostonie, Massachusetts) – amerykańska aktorka filmowa i telewizyjna.
Ukończyła Boston Latin School, a później anglistykę na Columbia University w Nowym Jorku. Była modelką dla takich marek jak: Levis, Etnies, Esprit czy L’Oréal.

## Filmografia
Filmy fabularne
- 2003: The Look jako Gigi
- 2004: Black Cloud jako Sammi
- 2007: The Reckoning jako Gina
- 2008: California Indian jako April Cordova
- 2008: Three Priests jako Abby
- 2008: Hell Ride jako Cherokee Kisum
- 2010: Saga „Zmierzch”: Zaćmienie (The Twilight Saga: Eclipse) jako Leah Clearwater
- 2010: Jonah Hex jako Cassie
- 2011: Saga „Zmierzch”: Przed świtem (The Twilight Saga: Breaking Dawn) jako Leah Clearwater
- 2015: The Ridiculous 6 jako Smoking Fox
- 2017: Wind River. Na przeklętej ziemi jako Wilma Lambert
- 2019: Przykładny obywatel jako Aya
- 2021: Dexter: New Blood  jako Angela Bishop

Seriale telewizyjne
- 2007-2008: Ostry dyżur (ER) jako dr Kaya Montoya
- 2015: Longmire jako Gabriella Langton
- 2018: Westworld jako Kohana
- 2019: The Mandalorian jako Omera